# Karanis
Karanis ist der antike Name eines ägyptischen Ortes im Fayum. Der moderne Name der Ruinenstätte lautet Kom Auschim.

## Der Ort
Karanis wurde wohl im 3. Jahrhundert v. Chr. von griechischen Siedlern unter Ptolemaios II. gegründet und am Ende des 5. Jahrhunderts n. Chr. verlassen. Während der antike Ort größenmäßig schon fast städtischen Charakter hatte, so war er doch verwaltungstechnisch ein Dorf, das wohl aber ein kleines regionales Zentrum darstellte. Der Ort hat eine besondere Bedeutung für die Archäologie, da er sehr gut erhalten ist. Einzelne Häuser standen bei ihrer Auffindung teilweise noch einige Stockwerke hoch an. Das trockene Klima Ägyptens bewahrte daneben zahlreiche organische Materialien. Die meisten Funde datieren in das vierte und fünfte Jahrhundert n. Chr.

## Bauten

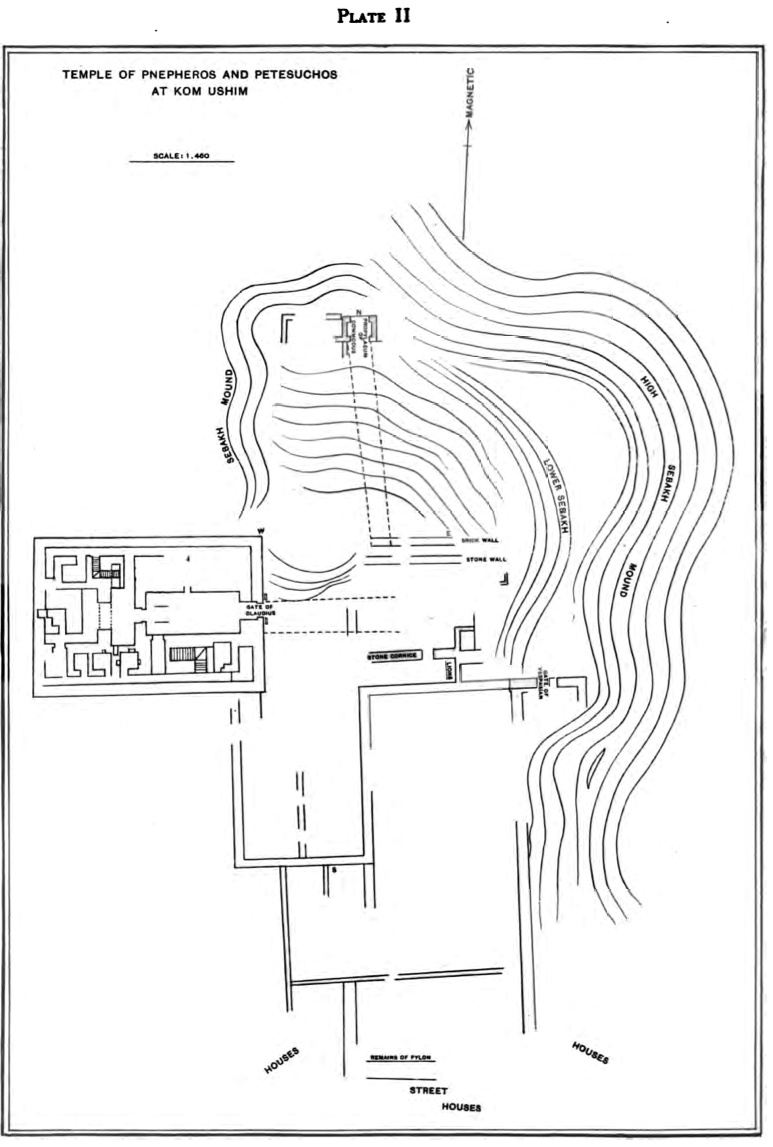
Plan des Pnepheros und Petesuchos-Tempels

Karanis besaß zwei Tempel, die im ägyptischen Stil aus Stein errichtet waren, der größere der beiden wird in das 1. Jahrhundert v. Chr. datiert. Hier wurden die Zwillinge Pnepheros und Petesuchos, lokale Aspekte des Krokodilgottes Sobek verehrt. Es gab zwei Hauptstraßen, die den Ort durchzogen, und daneben zahlreiche kleinere Gassen. Die aus Lehmziegeln errichteten Häuser waren ursprünglich mehrere Stockwerke hoch. Decken bestanden aus Holzbalken. Zur Straße gab es meist große Fenster. Die Innenwände waren in der Regel einfach verputzt und nicht weiter dekoriert. Es fanden sich einige ausgemalte Nischen, in denen Gottheiten abgebildet sind, anscheinend waren es Hausschreine. Es sind teilweise die Holztüren erhalten sowie die Schlüssel, um diese zu verriegeln. Aus verschiedenen Papyri geht hervor, dass in der Regel mehrere Familien in jedem Haus wohnten.
In dem Ort fanden sich auch mehrere große Getreidespeicher. Eine Besonderheit sind die einst zahlreichen Taubenschläge, von denen fünf bei ihrer Freilegung großteils erhalten waren. Da viele der Taubenschläge auf den Dächern der Häuser errichtet waren, sind sie zwangsläufig zuerst zusammengestürzt. Drei dieser turmhohen Taubenschläge haben eine quadratische Basis von 4,5 Meter Seitenlänge, die einzige Türöffnung in 3 Meter Höhe kann nur über eine Leiter erreicht worden sein. In die Lehmziegelwände waren als Nistplätze Tonröhren eingelassen. In Form und Funktion entsprechen sie damit den Taubenschlägen, die noch 2000 Jahre später vom Nildelta bis nach Nubien anzutreffen sind.

## Funde
In den Häusern fanden sich teilweise noch gut erhaltene Möbel, wie Tische oder Sitze. Nischen in den Wänden dienten als Regale. Überhaupt war die Ausbeute an allen Arten von Alltagsobjekten, wie Bastkörben, Gläsern, Werkzeugen aus Holz, Stoffresten, aber auch Spielzeug, bei den Ausgrabungen sehr groß. Zahlreiche Papyri gewähren einen Einblick in das Leben der Bewohner. Aus den Jahren 171 bis 175 n. Chr. sind Steuerlisten erhalten. Es fanden sich aber auch private Briefe, Verträge und Einwohnerlisten.
Karanis wurde zwischen 1924 und 1935 von der University of Michigan in Ann Arbor ausgegraben. Allein 45.000 Fundobjekte kamen in das Kelsey Museum of Archaeology in Ann Arbor. Der Rest verblieb in Ägypten.